# Palais Bretzenheim

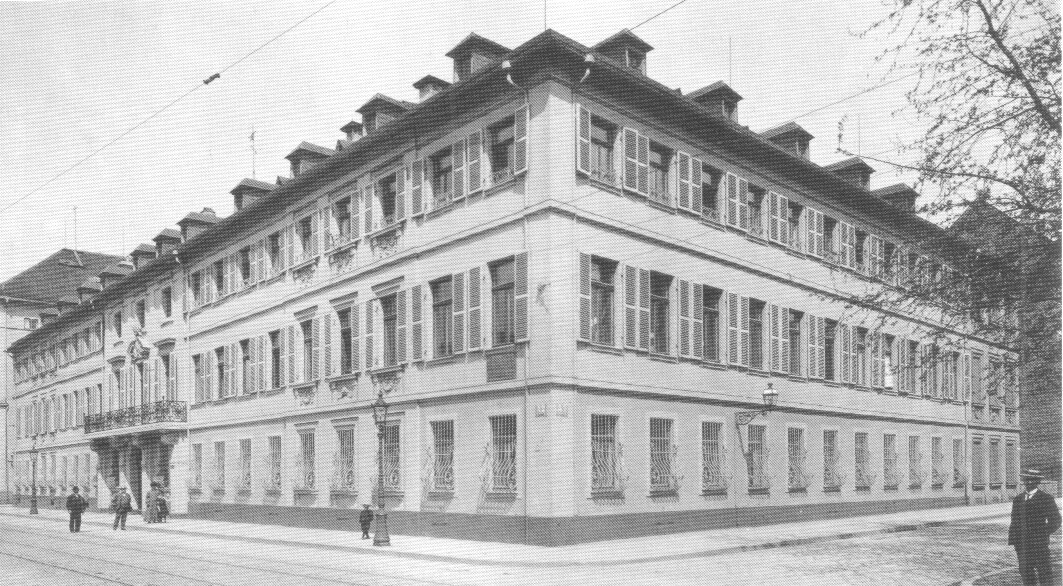
Aspecto geral do Palais Bretzenheim em 1914.

O Palais Bretzenheim é um palácio histórico de Mannheim, antiga capital do Eleitorado do Palatinato, na Alemanha. Fica situado no quarteirão A2, frente ao Mannheimer Schloss, e é uma das mais importantes casas nobres da cidade. A residência foi erguida, entre 1782 e 1788, segundo um projecto do arquitecto da corte Peter Anton von Verschaffelt. Neste edifício estiveram acomodados os quatro filhos que o Eleitor Carlos Teodoro teve com a sua amante, a bailarina Josepha Seyffert, feita Condessa de Heydeck. Foi também neste palácio que Wolfgang Amadeus Mozart deu aulas de piano aos quatro filhos do eleitor.

## História

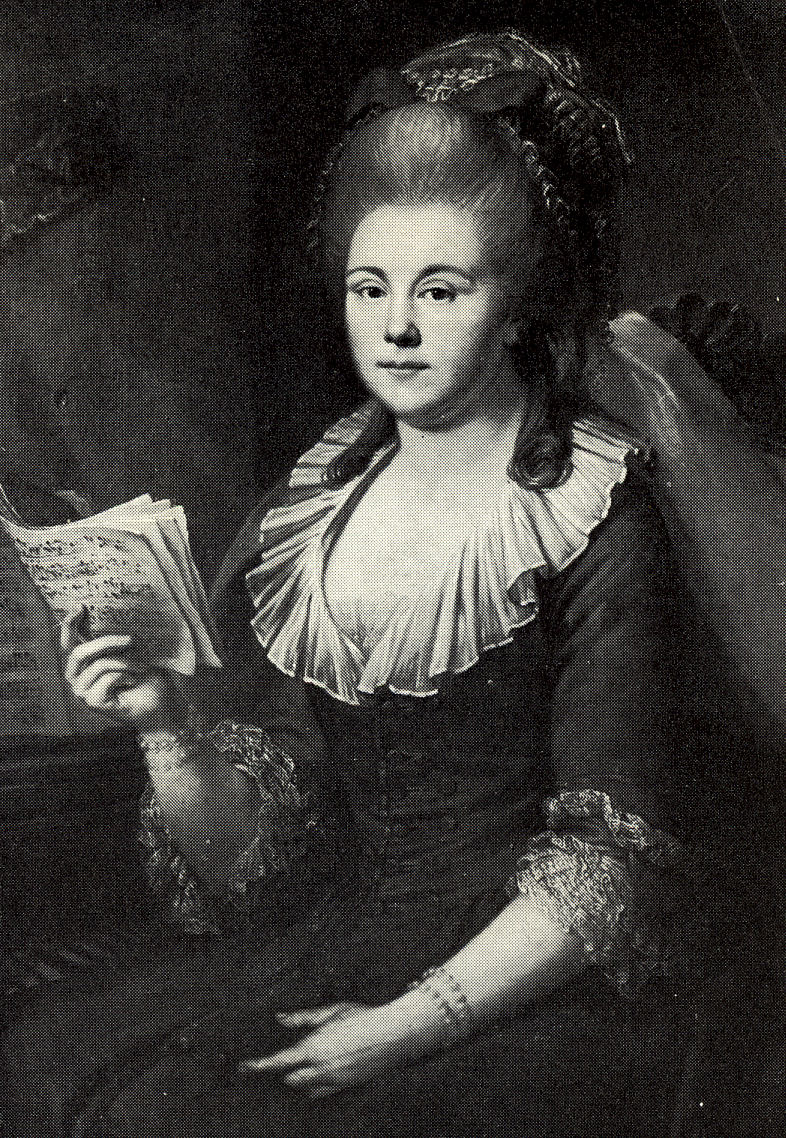
Josepha Seyffert

Josepha Seyffert, filha dum secretário, mais tarde figurante do ballet de ópera, tornou-se amante do Eleitor Carlos IV Teodoro em 1765. O eleitor montou-lhe residência na casa com o nº 5 do quarteirão A 1. Em 1767 deu-lhe o seu nome nobre de von Haydeck (a maior parte das vezes escrito apenas Heydeck). A primeira filha de ambos, Carolina, nascida em Janeiro de 1768, foi imediatamente legitimada. Em 1769, mãe e filha receberam, de Carlos Teodoro, um título hereditário de condessa.

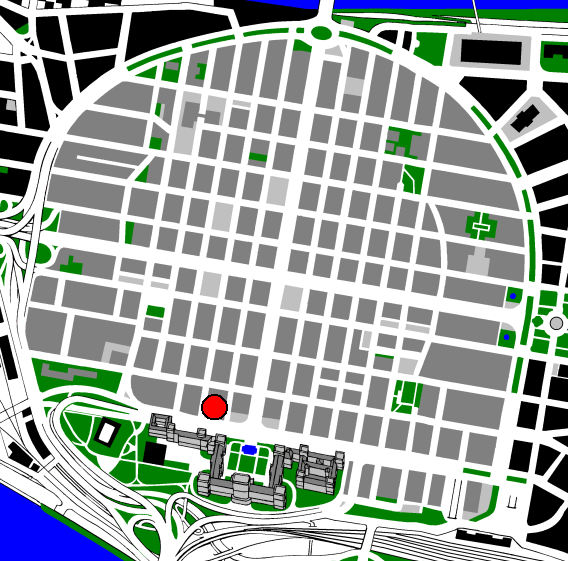
Localização do Palais Bretzenheim em Mannheim.

Em 1771, a família alargada do eleitor comprou, através dum intermediário, o quarteirão A 3 e as casas vizinhas em frente ao palácio. O arquitecto Peter Anton von Verschaffelt foi, então, encarregado de construir uma residência com três pisos. Entretanto, Josepha faleceu nesse mesmo ano ao dar à luz o seu quarto filho.
O nome do palácio provém do facto de Carlos Augusto, o primeiro filho varão do eleitor (nascido em 1769), ter recebido o domínio sobre a povoação de Bretzenheim, na região do Rio Nahe, e a área urbana de Zwingenberg em 1774.
Os herdeiros de Bretzenheim venderam o palácio a Konrad Rutsch em 1842. Em 1899, o edifício foi adquirido pelo Rheinische Hypothekenbank (Banco Hipotecário do Reno).
Durante a Segunda Guerra Mundial o edifício foi completamente destruído, vindo, porém, a ser reconstruído entre 1948 e 1949. Nas últimas medidas de reconstrução, o salão principal foi restaurado numa forma simples. O palácio está ocupado por gabinetes do Tribunal de Mannheim desde 2004.

## Arquitectura

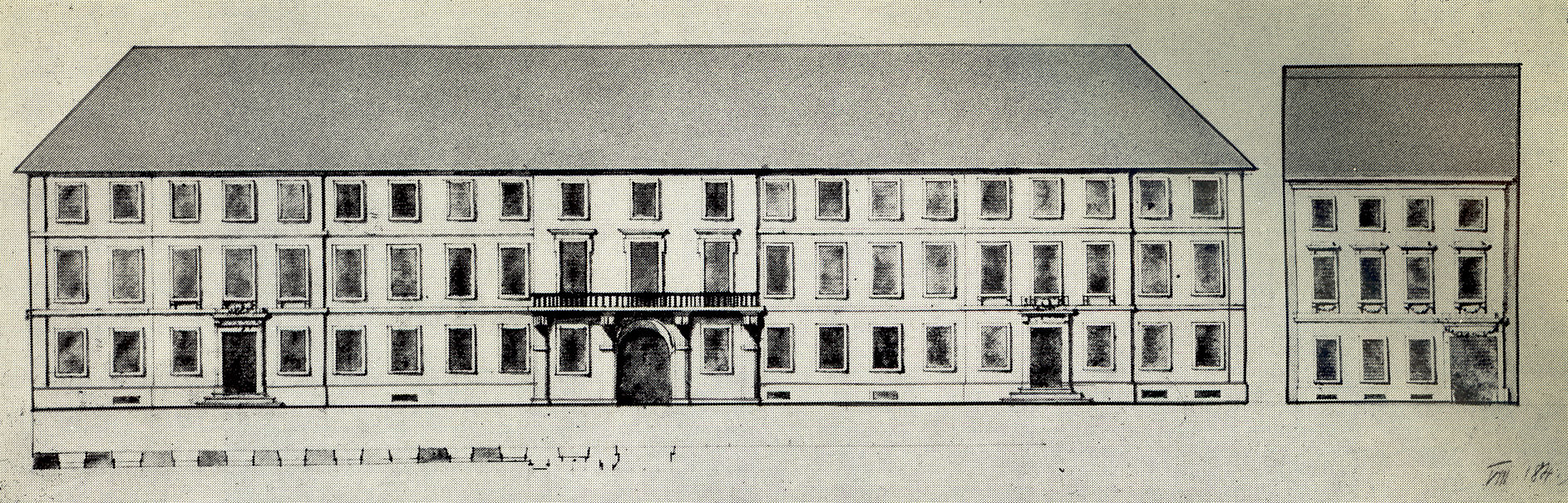
Esboço de Verschaffelt para o Palais Bretzenheim.

O palácio ocupa todo o lado sul do quarteirão A2. A fachada mais longa, que enfrenta o Mannheimer Schloss, possui 21 janelas em cada um dos pisos superiores e três entradas no piso térreo. As três secções centrais estão ligeiramente salientes da fachada e dispõem duma varanda contínua no primeiro andar. O remate da janela central está decorado com o brasão da Família von Heydeck-Bretzenheim.
A perspectiva artística de Verschaffelt transformou o planeamento dum estilo tardo-renascentista para um estilo neoclássico. Na secção central do edifício encontravam-se as áreas mais aparatosas, com uma escadaria a dar acesso ao grande salão situado por trás das três janelas centrais do primeiro andar.
À direita e à esquerda da fachada central existem duas alas que se estendem na direcção contrária ao Mannheimer Schloss, cada uma delas com as suas próprias escadarias e, respectivamente, dez ou onze secções de janelas.

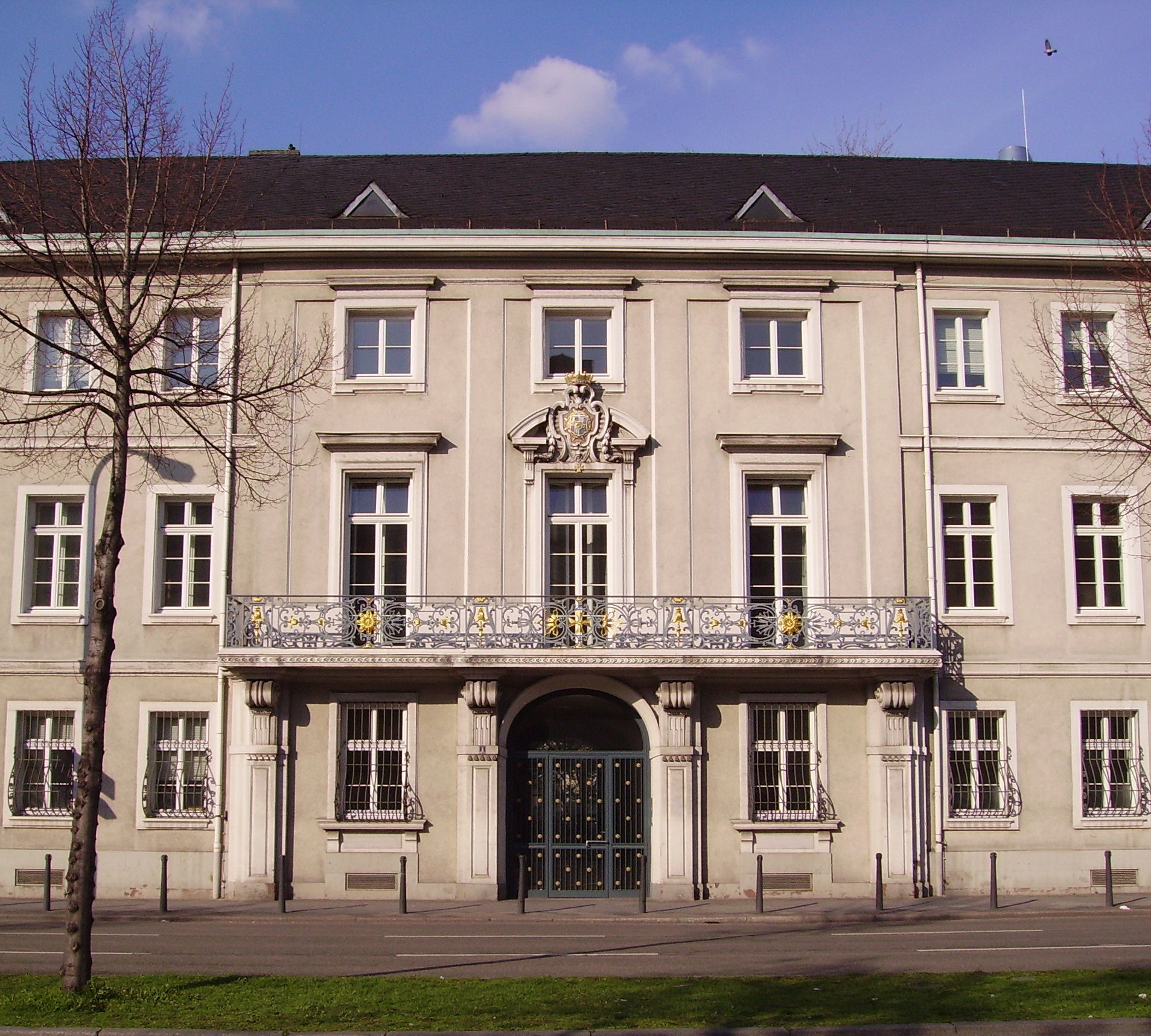
Secção central da fachada do Palais Bretzenheim.

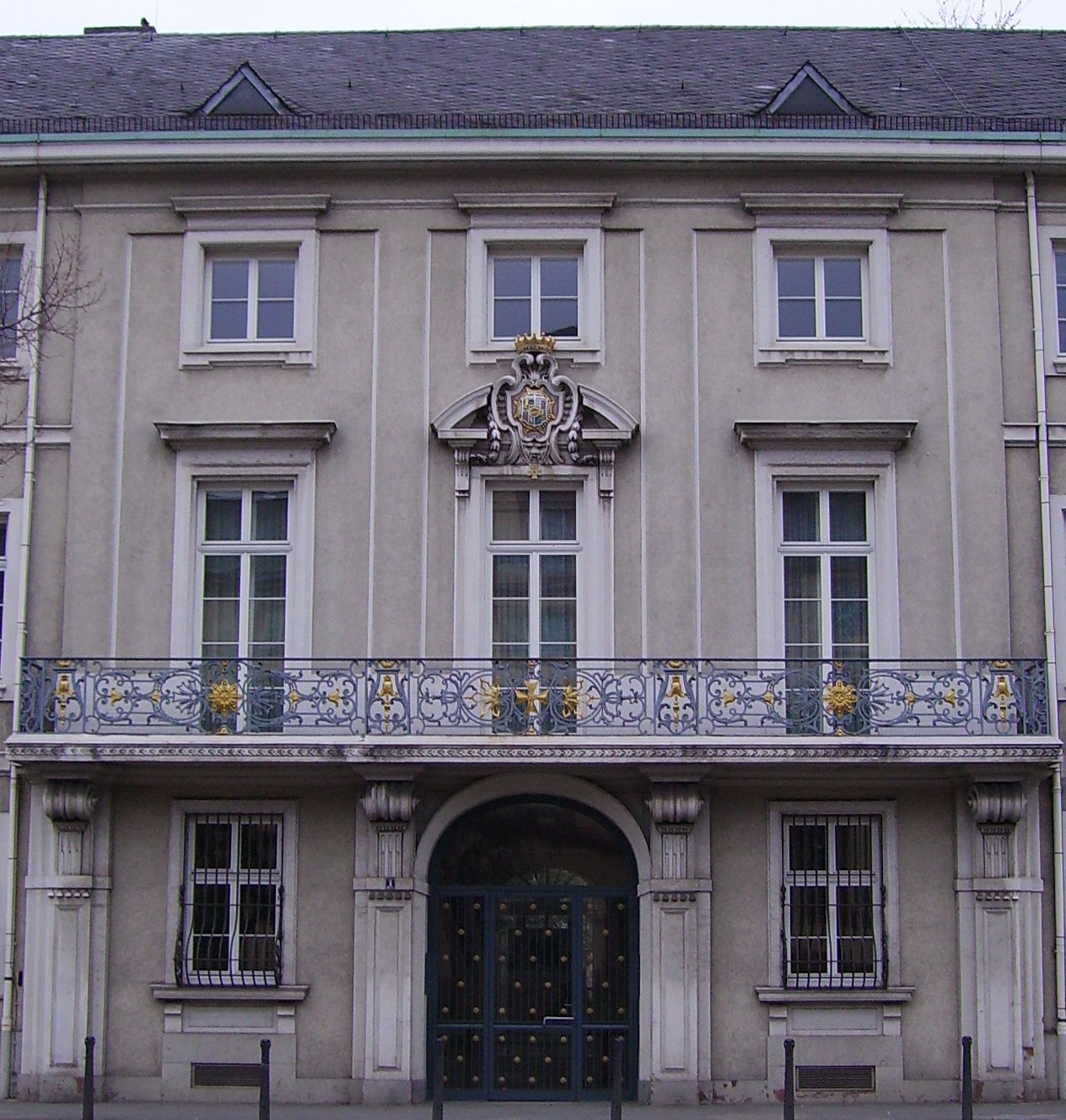
Detalhe da fachada, com a varanda e a entrada principal.

### Salas
O palácio possui cerca de 60 salas, que na década de 1790 se apresentavam da seguinte forma: 
- No piso térreo da ala direita ficavam as áreas de administração dos Bretzenheim, com a área residencial e o gabinete do director do escritório, além de gabinetes de trabalho para os vários assistentes. As escadas para o piso principal levavam aos quartos de dormir dos secretários e dos funcionários da corte solteiros.
- No piso térreo da ala direita ficava o arquivo, com gabinetes de para o arquivista e para o secretário. Estes eram seguidos por uma elegante sala de jantar e uma aristocrática "Caffee-Zimmer" (Sala de Café). As escadas para o piso principal conduziam a uma sala onde se guardavam as pratas e as porcelanas, assim como as salas de estar, de dormir e de refeições do administrador e do conservador do palácio. Existia ainda uma cozinha, a "Mund-Küch".
- No piso principal, à esquerda do grande salão, ficava uma capela e os aposentos da condessa, com salas de estar e de dormir para as donzelas.
- O apartamento do conde ficava, originalmente, no segundo andar mas, depois do casamento das suas irmãs, este mudou-se para o andar principal. Nas salas do seu antigo apartamento existia um conjunto de quartos destinados a acomodar os camareiros.
- Na piso principal da ala direita ficava o Grande Apartamento ("große Appartement"), desenhado por Verschaffelt em Estilo Luís XVI e destinado ao senhor da casa.
- O lado direito do segundo andar continha quartos para criados e convidados.
- O coração do palácio centra-se no Grande Salão ("Große Saal"), projectado por Verschaffelt num Estilo Luís XVI tardio. Existiam aqui nove retratos, onde estavam representados o Imperador, o Papa e o Eleitor Carlos Teodoro com a sua esposa legítima. Este último ainda causa estranheza na actualidade, uma vez que o palácio foi construído para acolher a família da amante do eleitor.

### Instalações
O custo do terreno, da construção edifício e dos interiores ascendeu a 219.663 florins e 52 coroas, o que correponde a vários milhões de euros. Cerca de 20 % das decorações foram garantidas pelos artesãos e pelo comércio de Mannheim. Depois do Mannheimer Schloss, o Palais Bretzenheim é um dos edifícios mais representativos da Mannheim eleitoral. Verschaffelt trabalhou, igualmente, no seu interior, ao lado de outros grandes artistas como Ferdinand Kobell e Nicolas de Pigage.